# Todtenau

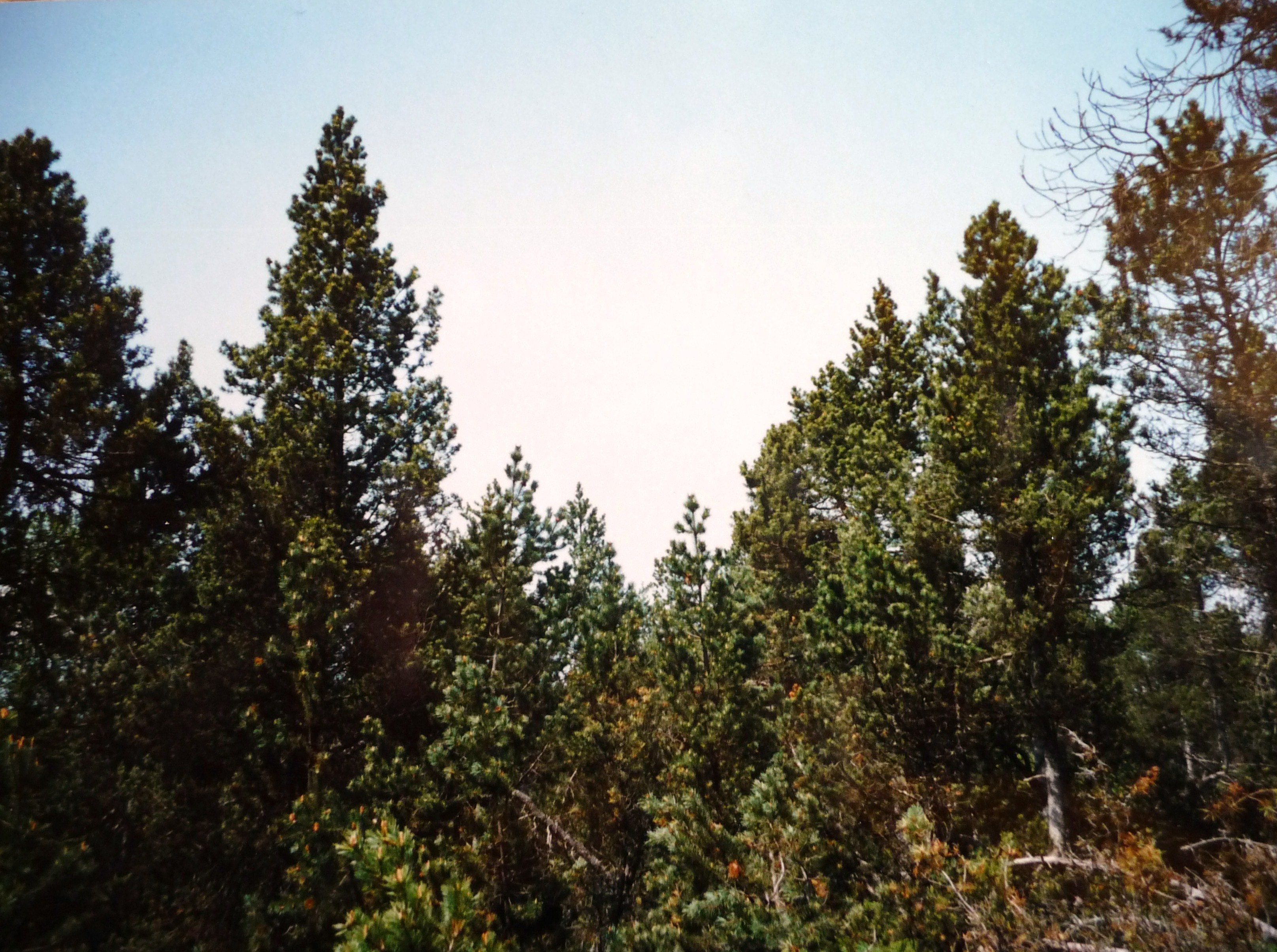
Landschaft in der Todtenau mit charakteristischem Spirkenbewuchs

Die Todtenau ist ein Hochmoor in der Gemeinde Kirchberg im Wald in Bayern. Mit den benachbarten kleinen Auen Reischau, Dorner Au, Muckenau und Höllenau bildet sie das Naturschutzgebiet „Todtenau und umgebende Auen“. Die Todtenau liegt auf einer Höhe von etwas über 700 m ü. NN.

## Geschichte
Seit der letzten Eiszeit vor rund 13500 Jahren hat sich in der Todtenau eine 8,50 Meter dicke Torfschicht gebildet. In den letzten Jahrhunderten wurde die natürliche Moorlandschaft beeinträchtigt durch Landwirtschaft mit einhergehender Entwässerung sowie der Aufforstung mit standortfremden Fichten. Ferner gab es bis Ende der siebziger Jahre Planungen, den Torf in großem Stil abzubauen, was zu einer Zerstörung des Moores geführt hätte. Deshalb wurde 1983 das Naturschutzgebiet mit einer Größe von 148 Hektar ausgewiesen. In dieser Zeit gab es auch noch einen Restbestand an Birkwild, welcher bald erlosch. Mittlerweile gibt es einen Entwicklungsplan für das Naturschutzgebiet, private Grundflächen werden angekauft und Renaturierungsmaßnahmen durchgeführt (unter anderem Abholzung von Fichten, Verfüllung von Gräben, Mahd unter ökologischen Gesichtspunkten). Die Maßnahmen werden von verschiedenen Interessengruppen gemeinsam durchgeführt, wie z. B. dem Staatsforst, dem Jagdverband, verschiedenen Naturschutzverbänden und der Unteren Naturschutzbehörde. Das Naturschutzgebiet ist mittlerweile auch als FFH-Fläche ausgewiesen.

## Ökologische Bedeutung
Die Todtenau mit den umgebenden Auen ist durch die verschiedenen Moorflächen und Feuchtwiesen einzigartig im Bayerischen Wald und beherbergt eine Vielzahl seltener Tier- und Pflanzenarten, wie z. B. Waldschnepfe, Baumpieper, Wiesenpieper, Fischotter, Rundblättriger Sonnentau oder Niedrige Schwarzwurzel. Das charakteristische Birkwild ist Mitte der 1980er Jahre ausgestorben, mittlerweile gibt es konkrete Pläne zur Wiedereinbürgerung. Eine Besonderheit ist auch das Restvorkommen des Wacholder, eine Erinnerung an die Waldweidenutzung früherer Zeiten, da der Wacholder im Gegensatz zu anderen Pflanzen vom Vieh nicht gefressen wurde, durch die späteren Aufforstungen wurde er wieder zurückgedrängt. Die charakteristische Baumart in den naturbelassenen Teilen der Auen ist die Spirke, welche nur lichte Bestände bildet. Die Rauschbeere ist in der Todtenau nicht selten.

## Sagen
Um die Todtenau ranken sich viele Sagen, z. B. soll dort eine Stadt versunken sein. Auch wird behauptet, dass der Name der Au von den Pesttoten kommt, die dort versenkt wurden. Es gibt allerdings keine Beweise für die alten Erzählungen, auch gibt es keine gesicherte Erklärung für die Herkunft des Namens.

## Wandern
Das Naturschutzgebiet ist durch einen befestigten Naturerlebnispfad schön zu bewandern, Info-Tafeln erklären entlang des Weges Entstehung, Bedeutung und Schutz des Moores. Eine Begleitbroschüre ist kostenlos bei der Touristeninfo im Rathaus von Kirchberg im Wald erhältlich. Zu beachten ist das Wegegebot innerhalb des Naturschutzgebietes.

## Geotop
Das Hochmoorgebiet ist vom Bayerischen Landesamt für Umwelt als bedeutendes Geotop (Geotop-Nummer: 276R028) ausgewiesen.